# Герань мелкотычинковая
Гера́нь мелкотычи́нковая, или армя́нская (лат. Geránium psilostémon) — вид двудольных цветковых растений, включённый в род Герань (Geranium) семейства Гераниевые (Geraniaceae). Декоративное растение, примечательное наиболее ярко-красными цветками среди всех гераней.

## Ботаническое описание
Герань мелкотычинковая — многолетнее травянистое растение с заметным толстым корневищем. Прикорневые листья в количестве 2—5, на черешках до 30 см длиной, угловато-почковидной формы, 15—20 см шириной, разделённые на 5 ромбических долей. Стебель до 35—70 см высотой, прямостоячий, тонковолосистый. Стеблевые листья пятираздельные, неглубоко зубчатые, верхние — с тремя лопастями, почти сидячие, молодые — почти шерстистые на нижней поверхности. Прилистники прижатоволосистые. Прицветники узколанцетовидной формы, голые, до 1,2 см длиной.
Цветки крупные, немногочисленные, на волосистых цветоножках. Чашечка разделена на чашелистики ланцетовидной формы, покрытые опушением, каждый из которых 10—12 мм длиной. Лепестки венчика кровяно-красные, яйцевидные, 20—25 мм длиной. Тычинки до 1 см длиной, к верхушке чернеющие, к основанию расширяющиеся и белеющие.
Плод опушённый.

## Ареал
Герань мелкотычинковая родом из Закавказья. Описана из западного Закавказья, тип хранится в Санкт-Петербурге. Произрастает по опушкам горных лесов, в субальпийских регионах.

## Значение
Герань мелкотычинковая используется как декоративное растение сама по себе, а также для выведения других декоративных сортов гераней. Наиболее известен сорт 'Iwan', полученный с её участием. Первый в истории зарегистрированный сорт — 'Bressingham Fair', цветки которого окрашены бледнее. 'Ann Folkard' — искусственный гибрид герани мелкотычинковой и Geranium procurrens.

## Таксономия
|  |                                      |  |                                                         |                                                         |                      |  | семейства Вивианиевые и Медовиковые (согласно Системе APG III) | семейства Вивианиевые и Медовиковые (согласно Системе APG III) |                            |  |  |  | ещё более 400 видов |
|  |                                      |  |                                                         |                                                         |                      |  | семейства Вивианиевые и Медовиковые (согласно Системе APG III) | семейства Вивианиевые и Медовиковые (согласно Системе APG III) |                            |  |  |  | ещё более 400 видов |
|  |                                      |  |                                                         | порядок Гераниецветные                                  |                      |  |                                                                |                                                                | род Герань                 |  |  |  |                     |
|  |                                      |  |                                                         | порядок Гераниецветные                                  |                      |  |                                                                |                                                                | род Герань                 |  |  |  |                     |
|  | отдел Цветковые, или Покрытосеменные |  |                                                         |                                                         | семейство Гераниевые |  |                                                                |                                                                | вид Герань мелкотычинковая |  |  |  |                     |
|  | отдел Цветковые, или Покрытосеменные |  |                                                         |                                                         | семейство Гераниевые |  |                                                                |                                                                |                            |  |  |  |                     |
|  |                                      |  | ещё 58 порядков цветковых растений (по Системе APG III) | ещё 58 порядков цветковых растений (по Системе APG III) |                      |  |                                                                | ещё около 60 родов                                             | ещё около 60 родов         |  |  |  |                     |
|  |                                      |  |                                                         | ещё 58 порядков цветковых растений (по Системе APG III) |                      |  |                                                                |                                                                | ещё около 60 родов         |  |  |  |                     |

### Синонимы
- Geranium armenum Boiss., 1867
- Geranium armenum var. albowii Lipsky ex Woronow, 1908
- Geranium backhousianum Boiss. ex Woronow, 1908, nom. illeg.
- Geranium gerardi André, 1901
- Geranium lambertii var. backhousianum Boiss. ex H.Hara, 1971